# Хвистек, Леон
Леон Казимеж Антоний Хвистек (пол. Leon Chwistek, 13 июня 1884, Краков, тогда Австро-Венгрия — 20 августа 1944, Барвиха, под Москвой) — польский философ

, математик, логик, писатель
, художник, литературный и художественный критик, педагог. Яркая фигура межвоенного авангарда.

## Биография
Сын известного врача, мать — художница и пианистка, ученица Яна Матейко. Детство провел в Закопане, подружился там с Виткевичем (позднее всю жизнь находился с ним в жестокой полемике, выводил его в различных обличьях в разных своих произведениях), Шимановским, Малиновским. В 1903—1904 годах — вольный слушатель в краковской Академии изящных искусств, учился у Юзефа Мехоффера. Закончил Ягеллонский университет, где изучал философию и математику, продолжил обучение в Геттингене и Вене (1908—1910). В 1913—1914 годах учился живописи в Париже, познакомился с творчеством кубистов. В 1914—1916 годах был на фронте.
С 1917 года принадлежал к краковской группе «Экспрессионисты Польши» (Виткевич, Титус Чижевский и др., с 1918 — формизм), был её главным теоретиком, в 1919—1921 годах выпускал журнал «Формисты» (вышло 6 номеров). С 1922 года преподавал математику в Ягеллонском университете, в 1928 году защитил там диссертацию по математической логике. С 1930 года преподавал во Львовском университете; один из видных представителей Львовской математической школы.
С началом Второй мировой войны остался во Львове, занятом советской армией, сотрудничал с просоветской газетой «Czerwony Sztandar», опубликовал несколько текстов, славящих советскую власть и Сталина. 17 сентября 1940 года вступил в Союз писателей Украины. В июне 1941 года, перед наступлением гитлеровцев, эвакуировался из Львова вместе с советскими войсками. В 1941—1943 годах преподавал математику в Тбилиси, затем в Москве. Принимал участие в работе Союза польских патриотов.
Похоронен в общей могиле на Донском кладбище в Москве (на Донском кладбище есть только три общие могилы, предназначенные для захоронения невостребованных прахов; они же ныне считаются могилами прахов репрессированных. Поэтому место захоронения Л.Хвистека можно считать неизвестным).
Жена — Ольга Штейнгауз, сестра Гуго Штейнгауза.

## Научное и художественное творчество
Как логик развивал идеи львовско-варшавской школы (Казимеж Твардовский и др.), Бертрана Рассела, с которым вел переписку, Анри Пуанкаре.
В философии, в искусстве и в художественной критике отстаивал идею множества миров (реальность здравого смысла, чувственного восприятия, точных наук, сновидений и галлюцинаций и др.), соответственно выстраивая типологию и даже историю искусств — от примитивизма к футуризму. Полемизировал с Владиславом Стржеминским и его унизмом. Персональные выставки его живописных работ прошли в Кракове (1927) и Львове (1934).
Автор романов Kardynał Poniflet (1906, рукопись уничтожена автором в 1917), Pałace Boga (1932—1933, при жизни автора были опубликованы лишь несколько фрагментов, пробная реконструкция романа опубликована в 1968).

## Книги
- Wielość rzeczy (1921)
- The theory of constructive types (principles of logic and mathematics): Part 1—general principles of logic. Theory of classes and relations (Краков, 1923)
- The theory of constructive types: (principles of logic and mathematics). P. 2, Cardinal arithmetic (Краков, 1925)
- Zagadnienia kultury duchowej w Polsce (1933)
- Granice nauki: Zarys logiki i metodologji nauk ścisłych (1935)
- Kilka uwag o podstawowych prawach rozchodzenia się̜ światła (1937)
- Krytyka pojęcia zmiennej w systemie semantyki racjonalnej (1938)
- La méthode générale des sciences positives; l’esprit de la sémantique (Париж, 1946)
- The limits of science: outline of logic and of the methodology of the exact sciences (Лондон, 1948)
- Wielość rzeczywistości w sztuce, i inne szkice literackie (1960)
- Pisma filozoficzne i logiczne (2 тт., 1961—1963)
- Wybór pism estetycznych (2004)

## Публикации на русском языке
- Отрывок из книги «Границы науки» // Васильев Н. А. Избранные труды. М.: Наука, 1989